# Industrie minière au Pérou

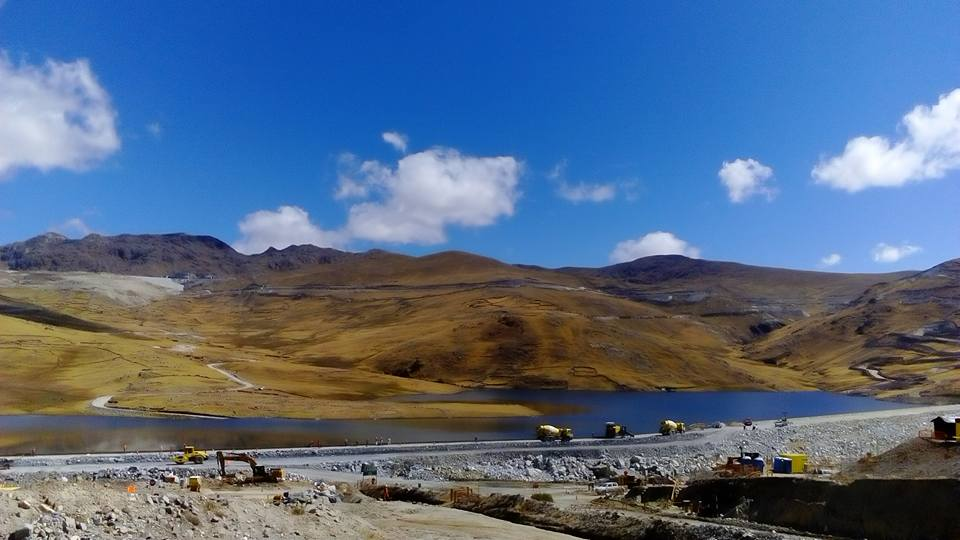
Las Bambas de la mine de cuivre dans Apurímac, Pérou

Vous pouvez aider à l'améliorer ou bien discuter des problèmes sur sa page de discussion.
- Il ne cite pas suffisamment ses sources. Vous pouvez indiquer les passages à sourcer avec {{référence nécessaire}} ou {{Référence souhaitée}}, et inclure les références utiles en les liant aux notes de bas de page. (Marqué depuis mars 2024)
- Il n’est pas rédigé dans un style encyclopédique. (Marqué depuis août 2020)
- La traduction doit être revue. Le contenu est difficilement compréhensible à cause d’erreurs de traduction, peut-être dues à l’utilisation d’un logiciel de traduction automatique. (Marqué depuis mars 2024)

- Archive Wikiwix
- Bing
- Cairn
- DuckDuckGo
- E. Universalis
- Gallica
- Google
- G. Books
- G. News
- G. Scholar
- Persée
- Qwant
- (zh) Baidu
- (ru) Yandex
- (wd) trouver des œuvres sur Wikidata

L'industrie minière au Pérou est l'une des principales activités économiques du pays. Elle fournit une source majeure de croissance lui procurant, en 2006, une position de leader mondial dans la production de différents minerais : quatrième pour le trioxyde d'arsenic, troisième pour le bismuth, troisième pour le cuivre, cinquième pour l'or, quatrième pour le plomb, quatrième pour le molybdène, quatrième pour le rhénium, deuxième en argent, troisième pour l'étain, troisième pour le zinc. En Amérique latine, le Pérou est le premier producteur, par ordre de valeur de minerai, pour l'or, l'argent, le zinc, le plomb, l'étain et le tellure et au second rang pour le cuivre, le molybdène et le bismuth,. Au fil des ans, entre 1992 et 2017, le pays s'est doté d'une solide législation spécifique afin de favoriser l'expansion de ce secteur stratégique.
En 2006, l'économie du Pérou a bénéficié des prix élevés des matières premières minérales. A ce jour, le gouvernement a privatisé 220 entreprises d’État par l'intermédiaire de joint-ventures et des consortiums des industries liées aux mines et aux combustibles. Les entreprises du secteur ont généré 9,2 milliards de dollars, ce qui représente 17 % du PIB. Les privatisations et concessions ont généré des investissements de l'ordre de 6,9 milliards de dollars (2006-2010) par des entreprises minières comme Perú Copper Inc. pour le projet de cuivre Toromocho  (2,5 milliards $), Xstrata plc. pour la mine de cuivre de Las Bambas (1 milliard $), Phelps Dodge pour l'expansion de la mine de cuivre de Cerro Verde (850 millions d'euros), Monterrico Metals Inc. pour les métaux de base du projet Rio Blanco (800 m$), Rio Tinto Limited pour le projet de cuivre de La Granja (700 millions de dollars), la Société pour l'expansion de l'Oit pour la fonderie Sud de Cuivre (400 millions de dollars), Goldfields Ltd. pour le projet cuivre-or de Cerro Corona (350 millions de dollars), et la Companhia Vale do Rio Doce pour le projet de phosphate  Bayovar  (300 millions de dollars). Le Ministère de l'énergie et des mines a signalé que pour l'investissement commis en 2006, le Pérou a reçu 1 milliard de dollars pour le gaz et 200 millions de dollars pour le pétrole.
L'entreprise petróleos del Perú (Petroperu S.A.) a été créée le 24 juillet 1969 (loi n ° 17753) comme une entité d'Etat, assurant le transport, le raffinage et la commercialisation de produits raffinés et autres dérivés du pétrole. L'agence nationale Perupetro S.A. a été créée le 18 novembre 1993 (loi n°26221) afin de promouvoir les investissements pour l'exploration des hydrocarbures et de la production dans le pays. Le 2 juin 2004, le Congrès Péruvien (loi n°28244) l'exclut du processus de privatisation et autorise sa participation dans l'exploration et la production d'hydrocarbures. Perupetro négocie, signe et administre des contrats d'hydrocarbures, pour lesquels Petropru S.A. doit entrer en concurrence avec des entreprises privées. En 2006, l'entreprise investit 4,5 milliards de dollars dans le secteur des hydrocarbures.
D'après l'économiste José Oscatégui : « l’État péruvien est faible, parfois complètement absent de certaines provinces. Le Pérou n'a donc pas la capacité de négocier avec les multinationales et de récupérer les impôts qui pourraient alimenter des programmes sociaux. L'industrie minière, pilier de l'économie, illustre bien cette faiblesse. Malgré leur impact très lourd sur l'environnement et leurs profits records, les grands groupes qui exploitent les métaux péruviens sont taxés à hauteur de 30 % de leur bénéfice, comme toute autre entreprise locale. Mais en pratique, avec les exonérations, c'est encore moins, entre 13 et 14% ». La moitié des opérateurs miniers du pays a obtenu à l'époque du président Alberto Fujimori des contrats de stabilité, c'est-à-dire une garantie contre tout changement de la politique fiscale du pays.
L'industrie minière au Pérou a également suscité de nombreuses controverses. Alors qu'elle a stimulé la croissance économique nationale, elle a également généré des changements environnementaux qui ont compromis les conditions de vie des populations rurales du pays. En conséquence, il y a eu une hausse des conflits entre les sociétés responsables de l'extraction minière et les populations rurales qui se sont concrétisés sous forme de manifestations paysannes. Pour la seule année 2022, le Pérou a recensé soixante-douze conflits miniers.

## Les minéraux dans l'économie nationale
Dans les années 1990, le Président Fujimori a mis en œuvre plusieurs réformes du marché qui ont permis la croissance du Pérou dans le secteur du minerai. En 1995, le gouvernement a adopté une loi foncière (loi 26505) qui a accordé aux sociétés d'exploitation minière le droit d'usage de la terre pour leurs opérations en échange d'une compensation financière pour les propriétaires fonciers. En outre, la "loi Fujimori", un nouveau régime fiscal, exempte les sociétés minières de l'impôt et du paiement de redevances jusqu'à ce qu'elles aient rentabilisé leur investissement initial. Fujimori a également lancé d'autres réformes qui ont supprimé les restrictions sur le résultat par rapport aux fonds investis, éliminé les exigences de performance pour les investissements étrangers, réduit les droits de douane sur les importations et éliminé les droits de douane sur les exportations, simplifié les procédures d'autorisation, modifié les politiques concernant les autochtones de la tenure des terres, réduit les impôts, libéralisé le marché des capitaux, et privatisé des entreprises d'État et des institutions financières,. Ces changements ont facilité l'augmentation spectaculaire des nouveaux investissements directs étrangers (IDE) et ont permis l'entrée dans le marché mondial. Dans la période de 1990 à 1998, les exportations péruviennes ont augmenté de plus de 85 %. L'industrie minière représente 50 % du total des exportations du Pérou et a joué un grand rôle dans la croissance économique nationale.
En 2006, l'exploitation minière et l'industrie du traitement des minéraux a représenté près de 1 % du PIB. Le secteur des minéraux représentait environ 5 % des emplois (sur 83 000) du secteur industriel, sur un total de 1,7 million de mineurs employés dans le monde, sans tenir compte des quelque 5 000 mineurs non comptabilisés de l'exploitation minière illégale. En 2017, cette industrie est l'un des principaux piliers de la croissance du pays ; elle  représente 14 % du PIB et 200 369 emplois directs.

## Politiques et programmes du gouvernement
Au Pérou, le cadre juridique concernant les investisseurs nationaux et étrangers est régi par ce qui suit :
- Un Mandat Constitutionnel (Décret-loi No 662, concernant la promotion de l'investissement étranger), qui fournit un accès sans restriction à tous les secteurs économiques.
- Le Décret suprême n° 014-92-EM de juin 1992 (la loi générale des mines).
- Le Décret Législatif n° 757 (cadre pour le développement de l'investissement privé), qui a trait à la croissance des investissements privés.
- Le Texto Unico Officiel (TUO), approuvé par le Décret Suprême n° 059-96-PCM, qui favorise l'investissement privé dans l'infrastructure publique et de l'utilité des travaux.
- Le Décret-loi n° 708 de novembre 1991 (promotion de l'investissement dans le secteur minier).
- Le Décret Législatif n° 818 du mois d'avril 1996 (mesures incitatives pour l'investissement dans les ressources naturelles).
- Le Décret Suprême n° 162-92-EF octobre 1992 (règles de nature à garantir l'investissement étranger) plus de 250 nationaux de stabilité et de garantie des contrats ont été signés depuis 1993.
- Le Décret Législatif n° 868 de mai 1996 (Texto Unico Officiel), qui fournit la garantie des protections pour les entreprises minières et des contrats dans le Code Civil Péruvien.

Par conséquent, les entreprises et les contrats sont à l'abri de la modification unilatérale par toute autorité gouvernementale au Pérou sans un avocat, un recours administratif ou l'arbitrage de la convention Constitutivo del Centro Internacional de Arreglo de Differencias Relativas un Inversiones (Consentement Formel du Centre International pour le Règlement des Écarts Relatifs sur les Investissements).
En outre, le Pérou a promulgué le Décret Suprême n° 047-2002-EF en avril 2002 (droits à l'importation pour les biens de capital) afin de réduire le montant des droits payés de 20 % à 7 % et fixe à 12 % l'imposition sur les biens de capital utilisés dans l'exploration et la production de certains minéraux, tels que le pétrole et le gaz dans la région de l'Amazone.
Le capital, les biens et les services liés à l'exploration des minéraux bénéficient de l'élimination (adoptée en janvier 2002) de 18 % de la taxe de vente de la loi n° 27623-EF.
Le Décret suprême n° 015-2004-PGM de janvier 2004 (cadre juridique pour la décentralisation) a été créé pour utiliser les revenus provenant de la production de minerai afin de maximiser le bien-être des communautés locales par le biais de la croissance économique, la protection de l'environnement et le développement social dans une optique de développement durable.
Le Décret suprême n° 066-2005-EM de mai 2006 (cadre juridique pour la création de la Dirección de Gestión Sociale) a été créé pour administrer la Responsabilité Sociale des Entreprises dans le secteur minier.
Au Pérou, la Constitution établit l'égalité de protection aux investisseurs nationaux et étrangers qui peuvent conclure des ententes avec le Gouvernement et garantit le libre accès, la possession et la cession de devises étrangères. La loi sur les hydrocarbures n° 26844 de mai 1997 a supprimé les droits exclusifs de l'état sur l'entreprise Petróleos del Perú S.A. pour le contrôle de la récupération secondaire de pétrole brut, raffinage, les importations, et une revente ultérieure du pétrole et des produits dérivés. Au Pérou, les lois ont tenté d'assurer les conditions de contrat pour les investisseurs les plus favorables concernant l'exploration et la production de minéraux et de pétrole brut et de gaz. Les procédures juridiques afin d'obtenir des droits miniers ont été facilitées par l'adoption d'une législation complémentaire (Décret Suprême n° 018 du 9 juillet 1992). Le Gouvernement a renoncé au contrôle exclusif sur l'exploration, l'exploitation minière, la fonte et l'affinage de métaux et de minéraux combustibles. Les individus et les entreprises privées sont autorisés à détenir des permis d'exploitation minière au Pérou. Aussi, dans le cadre juridique de l'investissement et de la fiscalité, aucune distinction n'est faite entre les investisseurs nationaux et étrangers, ni entre des sociétés, des coentreprises et des consortiums formés au Pérou ou à l'étranger. Les municipalités et les gouvernements régionaux dans les zones où les ressources minérales (métaux et minéraux industriels) sont exploitées recevront 50 % des taxes collectées pour être investies dans l'éducation et les programmes sociaux (santé, logement et autres) en conformité avec le Canon Minero (Ministère de la Résolution n° 266-2002-EF/15 du 1er mai 2002). Le versement de dividendes, les amortissements et les redevances à l'étranger n'ont pas de restrictions. Les contrats peuvent être signés par les investisseurs et le Gouvernement garantit la stabilité des engagements juridiques et des taxes. Afin d'augmenter la protection des intérêts des investisseurs, le Pérou a signé des accords avec l'Agence multilatérale de garantie des investissements (MIGA) en avril 1991, avec le Décret Législatif n° 25312, l'Overseas Private Investment Corporation en décembre 2002 et le Décret Législatif N ° 25809.
La Dirección General de Asuntos Ambientales (DGAA) de la Ministerio de Energía y Minas (MEM) est chargée de traiter les problèmes environnementaux qui résultent de l'énergie et des mines, de mettre en œuvre les lois et les règlements du cadre juridique environnemental, tels que le Décret Législatif n° 613 de septembre 1990 (le code de l'environnement) et le Décret Suprême N ° 016-93-EM 28 avril 1993 (la réglementation environnementale). Le modèle de développement durable pour l'exploitation minière et le secteur de l'énergie a commencé en 1993 avec les règlements et procédures pour la réduction progressive de la pollution qui comprennent les politiques de développement économique et protection de l'environnement. L'industrie minière doit ajuster ses structures en cours d'utilisation pour que ses rejets (effluents) soient conformes à des niveaux admissibles et elle doit utiliser des technologies plus propres pour ses nouvelles installations. Le DGAA évalue et propose les règlements environnementaux pour les secteurs miniers et de l'énergie qui comprennent les niveaux d'émission maximaux qui sont compatibles avec les limites internationalement reconnues fixées par les Nations unies et la Banque Mondiale. Elle approuve les évaluations d'impact environnemental pour les nouvelles opérations et l'ajustement des programmes en cours et administre le système d'information national pour l'environnement. Le MEM est autorisé à gérer le volet environnemental des affaires dans le secteur des minéraux tels que l'établissement de la politique de protection environnementale et les niveaux maximaux admissibles pour les effluents, la signature des accords administratifs sur la stabilité de l'environnement, la supervision de l'impact des opérations, la détermination des responsabilités, et l'imposition des sanctions administratives. Les compagnies pétrolières, en particulier, sont sous pression en raison du nombre d'opérations en augmentation dans la Forêt Amazonienne, un des écosystèmes les plus sensibles.

## Production
En 2006, la valeur de la production minérale péruvienne (métaux, minéraux industriels et combustibles) s'élevait à 6,5 milliards de dollars, comparativement à 5,1 milliards de dollars en 2005. L'exploitation minière et la production de carburants ont augmenté de 8,1 % en raison d'une augmentation de la valeur des métaux (7 %) et d'une production accrue d'hydrocarbures(23 %). L'augmentation des extractions de minerais (en teneur) a été principalement due au gaz naturel (+77 %), au molybdène (+ 22 %), à l'or (+ 20 %), au pétrole brut (+ 18 %) et au fer (+ 8 %), et dans une moindre mesure à l'argent et au plomb (+ 4 % chacun) par rapport aux extractions de 2005. En 2006, les prix des métaux ont également été en hausse en raison de l'augmentation de la consommation associée à une augmentation de l'activité économique mondiale, comme en Chine, aux États-Unis, et d'autres pays.
La croissance de la production de métal résulte principalement d'une augmentation pour le cuivre, le fer, l'argent et le plomb, qui a compensé la diminution de la production d'or, de molybdène et de zinc. Le secteur des hydrocarbures a été également en hausse en raison de l'augmentation de l'extraction de gaz naturel à Aguaytía et Camisea. La production de pétrole brut devrait augmenter en raison de 16 nouveaux contrats signés en 2006 pour l'exploration et la production.

## Structure de l'industrie minière
Des lois péruviennes ont tenté d'assurer une répartition équitable de l'exploration et de la production des minéraux, du pétrole brut et du gaz. En raison de ces conditions, une augmentation du nombre d'entreprises nationales et étrangères, AngloGold Ashanti, société Aurifère Barrick, BHP Billiton plc., Cambior Inc., Falconbridge Ltd., Mitsui & Co., Ltd., Mitsubishi Corp, Peñoles, Teck Cominco Ltd., et d'autres, ont exprimé leur intérêt à participer à la prospection, l'exploration, la production et la distribution de gaz naturel et de pétrole dans le cadre de contrats avec l'agence nationale Perupetro S. A. et de propriétés minières avec Centromín. La structure de l'industrie minérale péruvienne a continué à se modifier à la suite de privatisations et de projets de joint-venture. La mise en place de consortiums dans une telle déréglementation des industries de pétrole et de gaz, et des joint-ventures dans les projets énergétiques et miniers étaient en train de devenir une pratique courante au Pérou. Selon le Ministère de Energía y Minas, le Pérou était la septième région la plus attractive pour les investissements dans la prospection après, par ordre d'attractivité, la Tasmanie (Australie), le Nevada et l'Alaska (États-Unis), les Territoires du nord-ouest (Canada), l'Ouest de l'Australie et de l'Indonésie.
Le nouveau mode de fonctionnement, résultat de la privatisation et des projets de joint-venture, a inclus des politiques concernant des questions économiques et sociétales, ainsi que la protection de l'environnement de façon durable. Les intérêts privés locaux possèdent la plupart des exploitations minières de petite et moyenne taille. Plus de 250 sociétés minières étrangères se sont établies au Pérou depuis 1990. Le pétrole brut est transporté par 1 754 km de pipelines, le gaz naturel et les liquides de gaz naturel à travers 983 km de doubles pipelines, et les produits raffinés à travers 13 km de pipelines. Des ports importants de l'industrie minérale se trouvent à Callao, Chimbote, Ilo, Matarani, Paita, Puerto Maldonado, Salaverry, Saint Martin, Saint Nicolas, et Talara sur l'Océan Pacifique et Iquitos Pucallpa et Yurimaguas sur le fleuve Amazone et ses affluents. Le Pérou a installé une capacité de production électrique de 5 050 mégawatts (MW), dont environ 80% sont produits par des centrales hydroélectriques. Le gouvernement péruvien a obtenu 2 milliards de dollars de la privatisation de son secteur électrique et s'est engagé à un investissement d'environ 20 millions de dollars pour installer une autre de 1 006 MW dans l'avenir immédiat. Le mix énergétique se compose de 74,5% d'hydroélectricité, de 24,5% de combustibles fossiles et 1% autres.

## Commerce des minéraux
Au Pérou, l'industrie minière, qui a toujours été la plus importante source de génération de devises du pays depuis 1997, a représenté près de 61,8 % (14,7 milliards de dollars) du total des revenus de l'exportation en 2006, contre 56,3 % (9,8 milliards de dollars) du total des recettes d'exportation en 2005. En 2006, le total de la balance commerciale du pays a enregistré un excédent de l'ordre de 8,9 milliards de dollars, comparativement à 5,3 milliards de dollars en 2005, qui a augmenté de près de 68 % par rapport à 6,6 % en 2005. Le secteur des minéraux péruviens a un excédent commercial de 16,2 milliards de dollars, comparativement à 11 milliards $ de dollars en 2005.
En 2006, l'exploitation minière a été le principal secteur d'exportation du pays. Les augmentations du prix du zinc (136,5 %), du cuivre (82,6 %), et de l'or (36 %) ont joué un rôle essentiel dans la balance commerciale du pays. Près de 82 % du total des minerais exportés (14,7 milliards de dollars) étaient représentés par le cuivre (6 milliards de dollars), l'or (4 milliards de dollars) et le zinc (2 milliards de dollars). Les autres exportations de produits miniers ont été le molybdène (838 millions de dollars), le plomb (713 millions de dollars), l'argent (479 millions $ d'euros), l'étain (332 millions de dollars) et le fer (de 256 millions de dollars).
Cette industrie est traditionnellement en 2006 la quatrième branche exportatrice en valeur, pétrole et produits dérivés inclus. Elle s'élève à 1,6 milliard de dollars en 2006, comparativement à 1,5 million de dollars en 2005. Le total des exportations de minéraux péruviens, ce qui inclut le pétrole et les produits dérivés, s'élève à plus de 68 % des exportations totales en 2006. Les importations minérales totales, qui étaient pour la plupart de pétrole et de produits dérivés, cependant, ont augmenté d'environ 34,8 %, passant de 2,3 milliards de dollars en 2005 à 3,1 milliards de dollars en 2006. Le total des importations a augmenté d'environ 21,5 %, passant de 12,1 milliards de dollars en 2005 à 14,7 milliards de dollars en 2006, et a généré un excédent de 2,6 milliards de dollars, comparativement à 5,3 milliards de dollars en 2005. En 2006, les principaux importateurs des minéraux péruviens étaient les États-Unis (34 %), la Chine (11 %), le Chili (7 %), le Canada (6 %) et le Japon (5 %). Les États-Unis, la Chine et le Chili ont été respectivement les principaux importateurs d'or, de cuivre, et de molybdène. Le Pérou a vendu près de 6 % de ses exportations vers les autres membres de la Mercado Común Andino (ANCOM), qui sont la Bolivie, la Colombie, l'Équateur et le Venezuela ; environ 3 % a été vendu à la Mercado Común del Cono Sur (MERCOSUR) pays de l'Argentine, du Brésil, du Paraguay et de l'Uruguay, et membres associés de la Bolivie et du Chili ; et 15 % ont été vendus à d'autres pays d'Amérique latine. Les exportations de minéraux péruviens pourraient augmenter si les négociations entre ANCOM et le Mercosur conduisent à un accord Sud-Américain de libre-échange et en raison de l'accord de libre-échange signé récemment (2006) entre les États-Unis et le Pérou.

## Examen des produits de base
(juin 2023).
Le contenu est difficilement compréhensible vu les erreurs de traduction, qui sont peut-être dues à l'utilisation d'un logiciel de traduction automatique.

### Métaux

#### Cuivre
Au Pérou, la production de cuivre (Cu) en 2006 était d'environ 1,05 million de tonnes (Mt) par rapport à près de 1,01 million de tonnes en 2005, soit une augmentation de près de 4 %. Le pays du cuivre métallique des exportations en 2006 s'élèvent à environ 986,600 tonnes (t) d'une valeur de 6 milliards de dollars, comparativement à 984,200 t d'une valeur de 3,4 milliards de dollars en 2005 ; cette valeur était de 76,5 % supérieure à celle de 2005 en raison de l'augmentation du prix du cuivre à 2,829 $ par livre de cuivre, en 2006, à partir de 1,549 $ par livre en 2005.
En raison de l'augmentation en Chine de la consommation de métaux et de minéraux tels que le cuivre, il était prévu de passer d'une production de 4 millions de tonnes en 2005 a 10 millions de tonnes en 2010. Les deux sociétés chinoises, Baosteel Co., Ltd. (Baosteel) et de l'Aluminium Corp of China Ltd. (Chalco) prévoyaient la création de joint-ventures avec l'Amérique latine de file de l'exploitation des mines de cuivre des entreprises telles que la Companhia Vale do Rio Doce (CVRD) du Brésil, de la Corporación Nacional del Cobre (Codelco), le Chili, la Sociedad Minera Cerro Verde S. A. R. du Pérou. China Minmetals Corp a prévu d'investir dans les métaux et minéraux, principalement au Brésil, au Chili et au Pérou. En 2006, au Pérou est prévu des investissements de 2,8 milliards de dollars qui sont attendus dans des projets d'exploration avancée et de l'environnement de travail de l'évaluation, comme dans Las Bambas de la mine de cuivre de dollars (1,5 milliard) et Los Chancas (1,3 g$), les gisements de cuivre situés dans le Département d'Apurimac et détenue par Xstrata plc. de la Suisse et du Sud de Cuivre Corp., une filiale de Grupo Mexico S. A. de C. V., respectivement. D'autres investissements dans les gisements de cuivre inclus Rio Blanco Cuivre S. A. s Rio Blanco dépôt situé dans le Département de Piura (1,5 milliard de dollars pour produire du cuivre en 2008), Perú Copper Inc.’s Toromocho dépôt situé dans le Département de Junin de dollars (1,5-2,0 milliards de dollars, les réserves de 1,6 milliard de tonnes), le Sud de Cuivre a prévu d'investir 600 millions de dollars dans l'exploration et  l'amélioration de l'efficience dans Cuajone et Toquepala de cuivre des mines, de l' et Sociedad Minera Cerro Verde SA a été la planification pour augmenter la Mine de Cerro Verde de la production de cuivre à 300 000 tonnes par an (t/an) à partir de 100 000 t/an avec un l'investissement de 890 millions de dollars en 2006-07. D'autres perspectives d'exploitation minière inclus le San Gregorio de zinc projet de la Sociedad Minera El Brocal S. A. A., située dans le Département de Cerro de Pasco, le Minas Carachugo de l'or-et-argent-projet de Minera Yanacocha, S. R. L. (MyS) Newmont Mining Corp aux États-Unis (51,35%), Compañía de Minas Buenaventura S. A. A. (43,65%), et de la Banque Mondiale, Société financière Internationale (5%)], située dans le Département de Cajamarca, et le Magistral de cuivre-molybdène-argent à projet de l'Inca Pacifique des Ressources, situé dans le Département d'Ancash. Magistral est situé dans la même tendance géologique que celle de la Compañía Minera Antamina S. A. (RMR) Antamina pour les métaux de base.
Le RMR de Antamina de la Mine a été le premier concentré de cuivre producteur dans le pays avec une puissance totale de 390,800 t en 2006 par rapport à 383 000 t en 2005. PCC a été la deuxième plus importante productrice de cuivre dans le pays avec une production de 362,000 t en 2006 par rapport à de 355 000 t en 2005. BHP Billiton Tintaya S. A. a rapporté un rendement de 79 000 t de concentré de cuivre en 2006 par rapport à 78 300 t en 2005. PCC a rapporté de 35 800 t de la cathode de cuivre de Toquepala de la mine, qui a été produit par extraction par solvant-électrolyse (SX-EW). Le cuivre métallique sorti de l'Oit lors de sa raffinerie, située dans le Département de Moquegua, était de 273,100 t, comparativement à 285,200 t en 2005. Cerro Verde SX-EW plante au Cerro Verde de la mine de cuivre produites 96,500 t de la cathode par rapport à 93,500 t en 2005.

#### Or
En 2006, la production d'or était de 202,8 t comparativement à 208 tonnes en 2005, soit une diminution de 2,5 %. MyS produit 81.2 t comparativement à 103.2 t en 2005. D'autres grands producteurs d'or ont été Minera Barrick Misquichilca S.A. (51.9 t), Madre de Dios S.A (15.8 t), Compañía de Minas Buenaventura S.A.A. (7.9 t), et Aruntani S.A.C. (6,5 t). Les exportations en 2006 s'élèvent à environ 6,702.1 onces troy (ozt) d'une valeur de 4 milliards de dollars comparativement à 7,036.8 ozt d'une valeur de 3,2 milliards de dollars en 2005 ; cette valeur est de 25% supérieure à celle de 2005 en raison de l'augmentation du prix de l'or (605 $ par once troy en 2006 contre 445 $ en 2005).
L'or récupéré comme sous-produit des concentrés issus des extractions polymétalliques s'élève à 2,6 t. Sur le total de la production d'or en 2006, les grands, les moyens et les petits producteurs ont signalé 187 t et un nombre inconnu de placers et « garimperos » (mineurs clandestins) ont signalé 15,8 t. Les placers représentaient près de 8 % de l'or produit dans le pays. Le sud-est de la cordillère des Andes a des placers d'or bien connus situés sur le Río Inambari et ses affluents. L'or issu des placers a été produit principalement dans les régions de l'Inca et de Mariategui, ainsi qu'à partir de rivières et de ruisseaux dans la jungle. Goldfields Limited, qui est au quatrième rang des producteurs d'or, a conclu une joint-venture avec la Compañía de Minas Buenaventura S.A.A. pour commencer les opérations dans le projet Puquior et dans le Département d'Ayacucho, au troisième trimestre de 2007. Goldfields Limited est également positionné dans le projet de recherche d'or Cerro Corona, dans le département de Cajamarca.

#### Minerai de fer
Shougang Hierro Perú S. A. A. (filiale de la société chinoise Shougang) a continué à être au Pérou, l'unique producteur de minerai de fer dans le district de Marcona, dans le département de l'Ica. La production minière a augmenté à 4,8 Mt en teneur en fer, en 2006, comparée à 4,6 millions de tonnes en 2005. Les exportations de minerai de fer s'élèvent à 6,7 Mt pour une valeur de 256 millions de dollars, comparativement à 6,6 Mt à une valeur de 216,1 millions de dollars en 2005, soit une augmentation de 18,5 % en valeur par rapport à 2005. La consommation domestique s'élève à 300 000 t de minerai de fer ; elle est demeurée au même niveau que celui de 2005. La production de minerai de fer a augmenté en réponse à la hausse de la demande en Chine et des autres pays de la région de l'Asie pour la construction et la hausse de la production d'acier, qui a eu un effet positif sur la hausse de production de molybdène. La mine de Marcona (ouverte en 2010) a continué à être rongée par des problèmes sociaux, de nombreux travailleurs ayant le sentiment que leur travail bénéficiait directement à la Chine, et non au Pérou. En dépit de ces problèmes, la mine a continué de plans ambitieux d'accroissement de la production de 18 millions de tonnes de minerai de fer par an d'ici à 2012.

#### Plomb, d'argent et de zinc
En dépit de l'augmentation de la demande de zinc de la part des pays asiatiques et de la hausse des prix à l'international en 2006, l'industrie péruvienne du zinc produit 1,2 Mt de zinc en concentrés, soit le même niveau qu'en 2005. Sur la production totale, les principales contributions des producteurs étaient, dans l'ordre de tonnage, Volcan (232,645 t), Empresa Minera Los Quenuales S. A. (199,600 t), CMA (178,180 t), la Compañía Minera Milpo S. A. (établi à 79 600 t), El Brocal (à 69 800 t), Empresa Administradora Chungar S. A. C. (62,230 t), Atacocha (59,800 t), et d'autres (320 000 t).
Le total de la teneur en argent extrait a augmenté de plus de 3,471 t comparativement à 3,206 t en 2005. Le Pérou, pour la troisième fois, dépasse le Mexique avec 3 000 t en 2006. Dans la production d'argent, les entreprises, tels qu'Aruntani, El Brocal, Compañía de Minas Buenaventura S. A. A., et Volcan Compañía Minera S. A. A. ont été les plus actives, et la production d'argent a été plus élevée que l'année précédente parce que Minera yanacocha, S. R. L. et les mines d'or et argent de taille moyennes ont dépassé leurs objectifs initiaux de production. Yanacocha a accru sa production principalement en raison des innovations technologiques dans son processus de récupération or-argent. La hausse des prix internationaux a permis aux mines de taille moyennes et aux petits producteurs d'extraire des minerais à plus faible teneur. Le Pérou produit plus de 313,300 t de plomb dans des concentrés à comparer avec les 319,400 t en 2005. Les exportations de zinc, de plomb et d'argent ont été évaluées à environ 2 milliards de dollars, de 713 m$, et 479 millions $ de dollars, respectivement, comparativement à 805 millions de dollars, 491 millions de dollars, et de 281 millions de dollars en 2005, respectivement.
En 2005, lVolcan a été le premier classé producteur de zinc dans le pays avec une production de 232,645 t de zinc, 65,540 t de plomb, et 413,5 t de l'argent provenant de ses opérations dans le Cerro de Pasco, propriété située dans le Département de Cerro de Pasco, et le San Cristobal, Carahuacra, et Andaychahua, des mines de métaux de base, situées dans le Département de Junin. Empresa Minera Los Quenuales S. A. a été au deuxième rang, producteur de zinc à partir de ses activités dans Casapalca et Iscaycruz Mines, qui a produit 199,540 t de zinc, 21,600 t de plomb, et 183,4 t de l'argent de la Iscaycruz, le Pachangara, et la Yauliyacu Mines. AMC a été le troisième rang producteur de zinc à partir de ses activités dans le Antamina de la Mine, qui a produit 178,180 t de zinc et de 301,5 la t d'argent (Ministerio de Energía y Minas, 2007a).
Métaux raffinés ont été signalés par Doe Run Peru (120,300 t de plomb, de 1 145 t de l'argent, et 41 000 t de zinc à partir de la Oroya complexe); par la Sociedad Minera Refinería de Zinc Cajamarquilla S. A. (31,5 t d'argent et 134,240 t de zinc à partir de la raffinerie de Cajamarquilla); et par le PCC (119,2 t de l'argent provenant de ses activités de raffinage de l'Oit). Au Pérou, en métal argenté, la production a augmenté de 1 300 t à 1 230 t en 2005.
Dans le secteur minier, le Groupe Votorantim Metais S. A. du Brésil acquis à 99% de la raffinerie de Cajamarquilla pour environ 210 millions de dollars et prévoit d'augmenter sa production de zinc de 260 000 t/an à 130 000 t/an avec un investissement supplémentaire de 200 millions de dollars en 2007-08.

#### Étain
Dans les années 2000, le Pérou a continué à être le leader des producteurs d'étain d'Amérique latine, suivi par la Bolivie et le Brésil. Minsur, qui est le seul groupe entièrement intégré du Pérou concernant l'étain, a représenté 15,5 % de la production mondiale et exporté 38 100 tonnes, d'une valeur de 332 millions de dollars en 2006, comparativement à 36 900 tonnes d'une valeur de 270 millions de dollars en 2005. La production de la Mine d'étain de San Rafael au Pérou appartenant au groupe Minsur et située dans la Région du Mariátegui a extrait 38 470 tonnes de concentré en 2006, par rapport aux 42 145 tonnes de 2005. Minsur pour la fonte et le raffinage de l'étain de Pisco, situé au sud de Lima, produit 40 500 tonnes de métal par rapport aux 36 700 tonnes en 2005.

### Minéraux industriels
Empresa Minera Régional Grau Bayóvar S. A. s gisements de phosphate (Bayóvar projet) produit 38 000 t de minerai de phosphate, qui était environ le même niveau que celui de 2005. Les 90.000-t/an de phosphate sorti d'usine qui a été exploité par Grau Bayóvar produit 17,100 t de phosphate (P2O5) en 2006. Le projet Bayóvar est composé de 150 000 hectares de phosphate et de saumure et a des réserves prouvées de 820 millions de tonnes de phosphate de roche, l'équivalent de 260 millions de tonnes de phosphate de roche avec une teneur en P2O5 de 30%. CVRD a remporté un appel d'offres international le 16 mars 2005, pour explorer davantage la Bayóvar phosphate de dépôt. L'étude de faisabilité de produire environ 3,3 Mt/an, devait être achevé au deuxième trimestre de 2007.

### Combustibles minéraux

#### Charbon
Au Pérou, les plus grands gisements de charbon se situent à Alto Chicama, situé dans La Région de la Libertad. D'autres gisements de charbon se trouvent dans la Cuenca del Santa dans le Marañón Région et les bassins de charbon de Goyllarisquizga et Hatun Huasi dans la Région de Cáceres du centre du Pérou. En 2006, le Pérou et ses réserves récupérables de charbon sont estimées à 1,1 milliard de tonnes, et la production de charbon a été relativement faible (environ 29,535 t) par rapport à une estimation de la consommation de plus de 1,3 Mt/an.

#### Gaz naturel et pétrole
En 2006, le Pérou et ses réserves récupérables (prouvées et probables) et, éventuellement, de pétrole brut, de gaz naturel liquéfié (GNL) et le gaz naturel, les ressources ont été estimées à 6 239 100 000 barils ; 1 373 800 barils de GNL ; et 859 milliards de mètres cubes (soit 30,4 milliards de mètres cubes) de gaz naturel, respectivement. Le premier gasfields étaient les Aguaytia, qui est situé à environ 41 km à l'ouest-nord-ouest de Pucallpa et a des réserves prouvées de 8,5 milliards de mètres cubes (301 milliards de pieds cubes) de gaz et 9 000 barils de liquides de gaz naturel (LGN) et de la Camisea gasfields dans l'Ucayali Bassin avec 250 milliards de mètres cubes (de 8,7 billions de pieds cubes), ce qui inclut 600 000 barils de LGN. La production de gaz naturel a augmenté de 1 775 millions de mètres cubes à partir de 1 517 millions de mètres cubes en 2005 et a été produite par Pluspetrol S. A. (59%), Aguaytia S. A. (22%), Petrotech del Perú S. A. (8%), Petróleo Brasileiro S. A. (Petrobrás) (6%) et autres (5%). Petrobrás par le biais de la Petrobrás Energía S. A. a acquis l'exploration et la production de gaz naturel et de pétrole dans des Lots de 57 et X, respectivement.
Le Projet Camisea comprend trois segments—en Amont, de Transport et de Distribution de gaz naturel de la Camisea domaine, qui est situé dans l'Ucayali Bassin dans le Département de Cusco. En vertu du contrat de licence, le Consortium détient les droits pour produire du gaz naturel et des liquides dans le bloc 88 40 ans. Les investissements de développement et la production, transport et distribution de gaz naturel de la Camisea de terrain ont été estimés comme suit: en Amont du Projet afin de développer et de produire du gaz naturel, de 550 millions de dollars; le Projet de Transport pour le transport de gaz naturel et de liquides à Lima au moyen de pipelines, de 820 millions de dollars; et le Projet de Distribution pour le réseau de distribution à Lima, 170 millions de dollars.
En 2006, la production de pétrole brut a augmenté de 77 500 barils/j à partir de 75 400 barils/j en 2005, soit une augmentation de près de 3%. La Production de dérivés de pétrole a diminué de 165 220 barils/j à partir de 176 411 barils/j en 2005, soit une diminution de plus de 6%. Le Pérou a importé une moyenne de 121 400 barils/j de pétrole brut et de produits pétroliers pour satisfaire sa consommation interne de 155 800 barils/j. Du Pérou à la production totale de pétrole brut de 28 300 barils en 2006 provenaient de Pluspetrol S. A. (59,6%), Petrobrás (16,7%), Petrotech (14,2%) et autres (9,5%) (tableau 1; Ministerio de Energía y Minas, 2007b). Près de 60% de la production de pétrole brut proviennent de la jungle dans les blocs de Loreto et de l'Ucayali Régions; le reste a été produite à l'côtières et les champs offshores en Talara. Les réserves prouvées de pétrole du pays ont été estimées à environ 355 000 000 barils.
En 2006, la plus grande raffinerie de pétrole a continué d'être Petroperú La Pampilla, qui avait une capacité de près 100 000 barils/j. La deuxième plus grande raffinerie de pétrole a été Petroperú de Talara, qui avait une capacité d'environ 70 000 barils/j. D'autres raffineries ont conçu des capacités : Conchan, 20 000 barils/j; Iquitos, 10 500 barils/j; Pucallpa, 3 500 barils/j; et El Milagro, 2 500 barils/j. La raffinerie de production provenait de La Pampilla (47%), Talara (38%), Conchán (7%), Iquitos (5%), de Pucallpa (2%), et Milagro (1%).

## Controverse

### Contestation des impacts environnementaux et sociaux

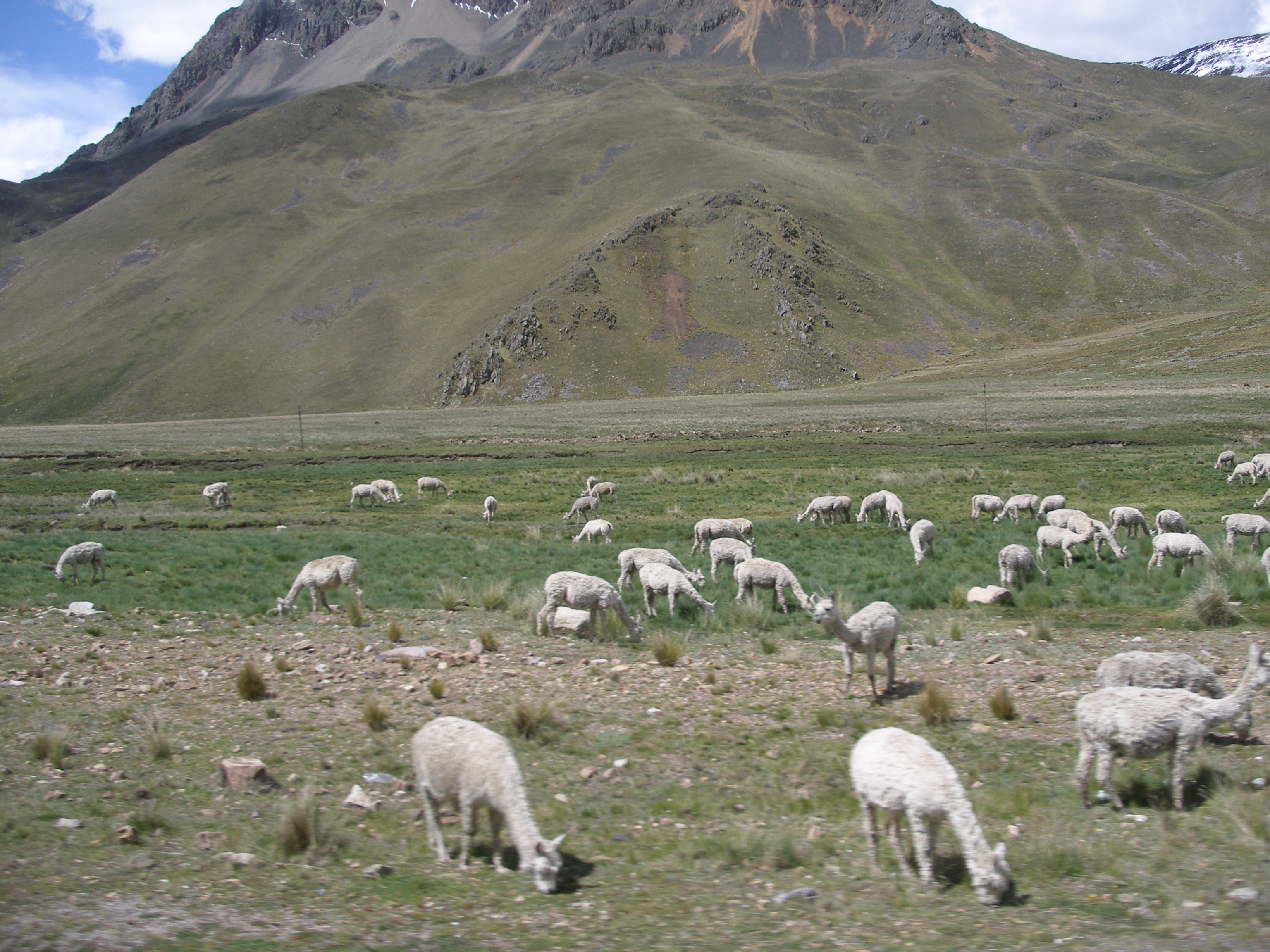
Communautés rurales du Pérou dépendent des terres de pâturage pour l'élevage et les activités d'élevage

L'industrie minière au Pérou a eu plusieurs impacts négatifs sur l'environnement, y compris la réduction de la qualité et de la quantité de l'approvisionnement en eau et les changements dans l'habitat pour les plantes et les animaux Selon un article du Journal of Latin American Geography, ces effets ont considérablement compromis les moyens de subsistance des populations rurales vivant dans les communautés voisines. Les sociétés Minières souvent puisent de l'eau dans les ruisseaux, les canaux, les aquifères et les lacs, et réduisent ainsi la quantité d'eau disponible pour l'agriculture de subsistance, l'agriculture, et la consommation personnelle. Les eaux de ruissellement provenant des activités minières souvent contaminent les réserves d'eau locales avec des substances telles que le cuivre, le fer, le zinc, le manganèse, le mercure, l'arsenic, le plomb, le cadmium, le cyanure, et le sélénium, menaçant les sources de subsistance principales des populations rurales. Au-delà de la modification de l'approvisionnement en eau, l'industrie minière au Pérou a également compromis l'habitat naturel. Les opérations minières produisent souvent une érosion substantielle des sols, dégradant ainsi les terres de pâturage dont les populations locales dépendent pour l'élevage et les activités d'élevage. En outre, les activités minières nécessitent beaucoup d'espace physique pour les infrastructures, la construction de routes, de perçage et d'autres activités. Cela réduit la quantité de terres disponibles pour les activités pastorales des communautés rurales.
Les changements environnementaux générés par le Pérou, l'industrie minière ont donné lieu à d'importants conflits communautaires de la société sous la forme de manifestations paysannes. Selon la (?), les membres de la communauté ont souvent recours à la violence comme moyen de faire entendre leur voix. Un exemple notable a eu lieu en 2004. Depuis des mois, les membres de la communauté ont exprimé verbalement leur opposition contre les activités de Buenaventura de la mine d'or de La Zanja. Après l'entreprise et les autorités gouvernementales n'ont pas reconnu leurs préoccupations, les membres de la communauté ont répondu par l'occupation Buenaventura locaux et la gravure d'une grande partie de ses biens.

### Rémunérations
Les sociétés de l'industrie minérale utilisent le territoire occupé par les populations autochtones pour mener à bien leurs opérations. Dans le processus, ils ont compromis des terres et des ressources en eau, les moyens de subsistance des communautés les actifs et les sources de l'identité culturelle. Les sociétés, afin de compenser l'effet de ces changements par le prix qu'ils paient pour l'utilisation de la terre, offrent des emplois à la population locale, et la mise en œuvre de programmes de développement communautaire.

#### Utilisation des terres
En échange de l'utilisation des terres pour l'exploitation minière, les sociétés versent des redevances au gouvernement Péruvien. La loi péruvienne exige qu'une partie de ces redevances être retournée aux communautés et aux ménages que l'exploitation minière affectent directement. En raison de la corruption politique, toutefois, ces redevances ne parviennent souvent pas à être redistribuées aux collectivités locales. Cette absence de compensation financière a été une source majeure de conflits communautaires et paysans des manifestations au Pérou dans l'industrie minérale.

#### Emploi
Tandis que les sociétés d'état d'exploitation minière peuvent offrir plus de possibilités d'emploi pour la population locale, beaucoup de leurs employés viennent de l'extérieur de la région immédiate. Dans de nombreux cas, les employés sont établis à partir de l'extérieur de la région dans laquelle l'exploitation minière ou à l'extérieur du pays. C'est parce que les sociétés minières ont besoin de personnes avec des compétences avancées pour remplir leurs positions. Ainsi, alors que le Pérou, l'industrie minérale permet le renforcement de l'emploi au niveau national, il génère souvent de l'entreprise communautaire de conflits à l'échelle locale. Selon le Journal of Latin American Géographie, les membres des communautés rurales, souvent de rapport qu'il y a un manque de possibilités d'emploi disponibles sur les sites miniers et exprimer leur frustration sur le fait qu'une grande proportion d'employés de la mine viennent de l'extérieur de la région. Malgré ces frustrations, les sociétés minières offrent des emplois à des personnes de communautés rurales environnantes. Selon le Monde, le Développement de Journal, ce qui a produit au niveau de la communauté des tensions dues à la croissance des inégalités au sein de la moyenne et de la haute bourgeoisie.

#### Programmes de développement communautaire

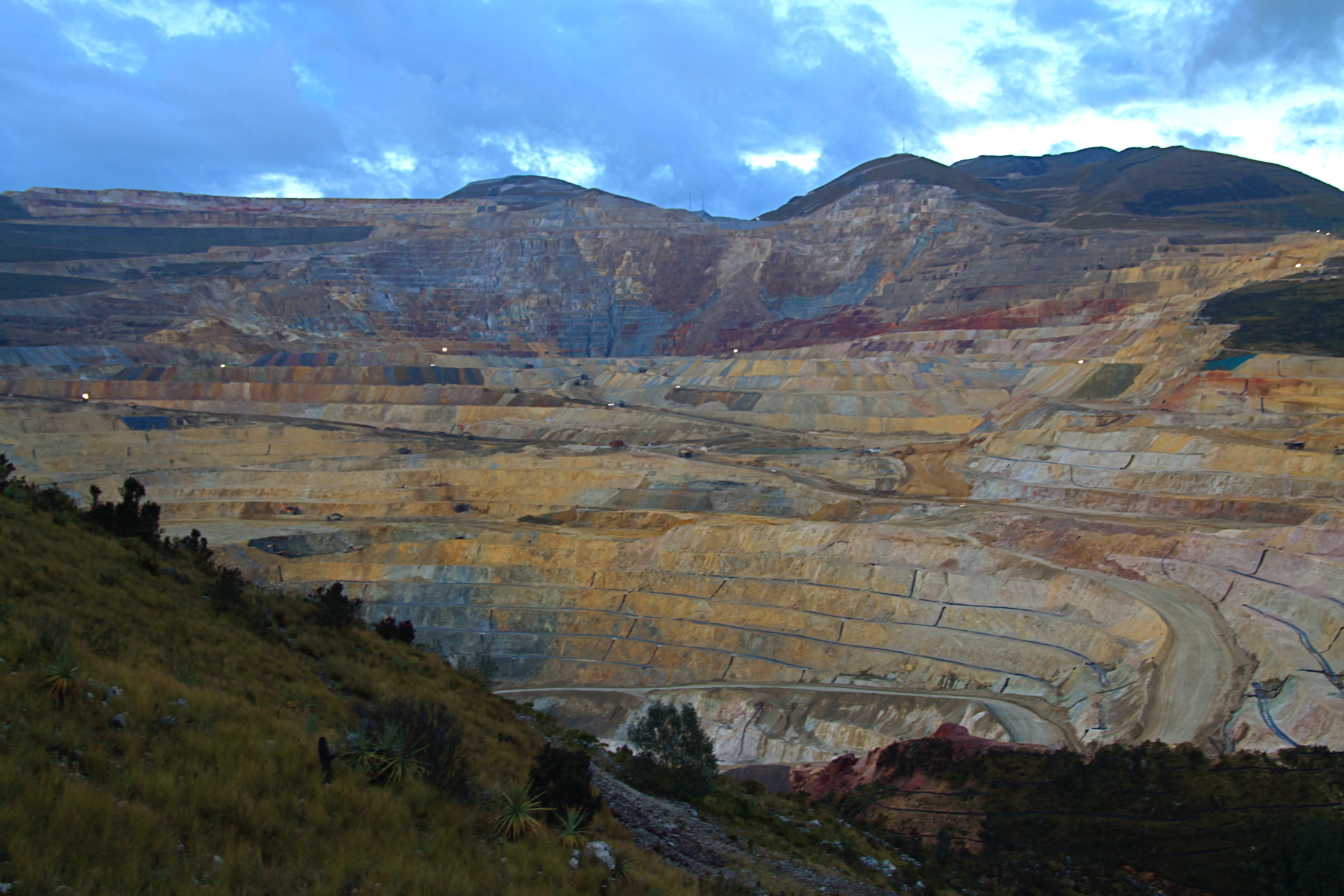
Mine d'or de Yanacocha dans la région de Cajamarca, Pérou

Les sociétés minières mettent souvent en œuvre des programmes de développement dans les communautés qui sont dans le voisinage de leurs opérations. Un exemple notable ce qui concerne la Yanacocha projet de Mine (MYSA), géré conjointement par l'AMÉRICAIN Newmont Mining Corporation, et la Péruvien Compania de Minas Buenaventura, S. A. MYSA ont prolongé plusieurs programmes à la communauté locale, y compris les programmes de crédit rural, la construction de routes, les efforts de reboisement, le développement agricole, et la mise en place de systèmes d'eau potable. Ces programmes ont généré une augmentation du revenu du capital des ménages en améliorant leur capacité à acquérir de l'agriculture et de l'élevage des actifs. MYSA a également fourni des programmes sociaux axés sur l'augmentation de l'accès des ménages à la santé et à l'éducation des ressources. En ce qui concerne les ressources de santé, MYSA a étendu la nutrition des programmes d'aide, construit les installations médicales, et l'élargissement des soins de santé préventifs et de l'assainissement des efforts. En ce qui concerne l'éducation, la MYSA a construit des écoles, l'amélioration de l'accès des enfants à l'éducation formelle, et l'élargissement de la formation et des possibilités d'éducation pour les adultes.

### Réponse du gouvernement
Le gouvernement péruvien a joué un rôle modéré dans la réponse de l'entreprise-communauté de conflits découlant de l'industrie minérale. En janvier 2012, le Humala administration a créé une commission internationale avec la tâche de trouver des façons à réduire les effets environnementaux de la Newmont Mining Corporation du projet Conga. Newmont a été forcé de se conformer à la révision des mesures avant de reprendre ses activités. Lorsque des représentants du gouvernement ont présenté les nouvelles modalités pour les membres de la communauté afin d'obtenir leur consentement, ils ont fait face à une opposition considérable et des manifestations violentes s'ensuivirent. Ainsi, bien que le gouvernement national a pris certaines mesures en vue de corriger la protestation sociale, il est souvent incapable de répondre adéquatement aux attentes des communautés  au sujet de la responsabilité de l'entreprise et du règlement des dommages environnementaux causés par les activités minières. Un autre exemple concerne un conflit minier du Pérou de la région de Piura. Entre 1998 et 2003, les conflits ont surgi entre la société Canadienne de Manhattan, des Minéraux et des membres de la Tambogrande de la communauté. À la suite d'un référendum local dans lequel 93 % de la communauté a voté contre l'exploitation minière, Manhattan Minerals a quitté la région. Des conflits similaires s'ensuivirent quand une autre société, Monterrico Minéraux, a commencé à mener des travaux d'exploration dans la région de Piura Highland provinces. Ce conflit conduisit à la mort de deux agriculteurs au cours de violentes manifestations et a incité de nombreux acteurs nationaux et internationaux à intervenir. Un référendum a eu lieu une fois de plus et plus de 90 % de la population a voté contre l'exploitation minière. En dépit de cette opposition, Monterrico Metals et le gouvernement du Pérou ont insisté pour que les opérations d'extraction aillent de l'avant. Selon la Communauté de Développement de Journal, de tels conflits ont démontré que le gouvernement est en grande partie absent pour aider les membres de la communauté et les entreprises à trouver des accords communs. En conséquence, les membres de la communauté considèrent souvent le gouvernement comme un médiateur au parti pris qui favorise les intérêts des entreprises. En l'absence d'intervention du gouvernement, les membres de la communauté recourent à la protestation afin de résoudre les questions découlant de l'industrie minérale.

### Solutions
Pour le moment, les conflits d'intérêts entre d'une part la population qui souhaite pouvoir vivre sans risque, et d'autre part Barrick Gold, ne sont pas près d'être résolus, le gouvernement laissant carte blanche aux entreprises minières depuis des décennies. Des solutions sont à l'étude, mais toutes demeurent dans des cartons.

## Perspectives
L'énergie des mines et des industries connexes devraient continuer à attirer des flux de capitaux par l'intermédiaire de joint-ventures et des consortiums, les privatisations, et les acquisitions directes. Selon ProInversión, le processus de privatisation dans le secteur des minéraux et de l'IDE dans tous les secteurs de l'économie péruvienne, notamment dans le secteur bancaire et le secteur de l'énergie, devrait continuer à générer des investissements supplémentaires. La hausse de la demande pour le cuivre, l'or, le minerai de fer, et de l'argent et des prix élevés des métaux sont de nature à encourager les sociétés minières à investir dans l'expansion et la modernisation de leurs activités. La liquéfaction de Camisea de gaz naturel pour l'exportation en Chine, le Mercosur, la North American Free Trade Agreement (NAFTA), et d'autres partenaires de négociation est prévu à la hausse au Pérou, les exportations de produits miniers autres. Le transport de la phase de Camisea pipelines pour le gaz naturel (714 km) et de liquides de gaz naturel (560 km), cependant, pourrait rencontrer des difficultés financières en raison de fuites de pipeline de LGN. Cette seconde phase devrait impliquer la création de l'infrastructure pour les tuyaux de gaz et de liquides associés de Camisea, à Lima et à liquéfier 17 millions de mètres cubes par jour de gaz pour les exportations de l'ALENA et, éventuellement, au Chili. Pour cela, et afin de développer l'113 milliards de mètres cubes de gaz de Camisea Bloc 56, un investissement de 3,2 milliards de dollars seront nécessaires. Cependant, les liquides de gaz naturel, qui a commencé ses activités en 2004 à la suite de la phase Amont du développement, a rompu en cinq occasions différentes.
Au niveau national, cette tendance pourrait réduire l'attraction de nouveaux investissements et d'éviter de Camisea augmentation de la production nécessaire pour le développement économique régional. D'autre part, le Pérou continue à encourager le développement communautaire et la protection de l'environnement basés sur la responsabilité sociale et les principes de développement durable. En dépit de cette stratégie, l'industrie minière continue d'être la cible de la contestation sociale en raison d'opérations minières et de l'impact sur les moyens d'existence. Ces événements ont affecté l'image de l'industrie minière et a provoqué l'inquiétude croissante au sujet du climat régional pour les investissements miniers.
Même s'il pourrait y avoir quelques problèmes en raison, dit l'agitation politique des événements, de l'exploitation minière des projets d'investissement au Pérou devraient atteindre 60 milliards de dollars sur les 10 prochaines années.